# Vườn quốc gia Kalamunda
Vườn quốc gia Kalamunda là một vườn quốc gia ở Tây Úc, Úc, 23 kilômét (14 mi) về phía đông Perth, gần thị trấn Kalamunda.
Vườn quốc gia gồm rừng gỗ điển hình Darling Scarp bao gồm các loài Marri, Jarrah và Wandoo với nhiều loại cây dưới tán rừng phong phú gồm các loài cây hoang nở hoa.